# Didaktisk design

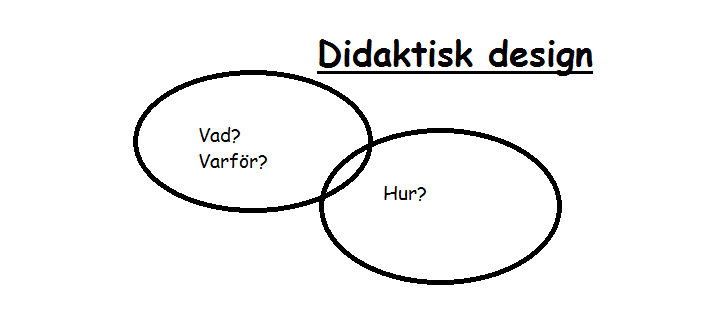
Didaktisk design

Didaktisk design handlar om att planera och skapa aktiviteter för någon så att personen i fråga kan tillägna sig kunskap.
Didaktisk design innebär att någon planerar, utformar och utför aktiviteter eller liknande för någon eller några så att ett lärande blir möjligt. Didaktisk design används inom förskolor och skolor, men också på många andra ställen. Många människor sysslar med didaktisk design när de exempelvis skapar informationsvideos som läggs ut på internet eller skapar idéer tankar kring någon produkt eller tjänst. Didaktiska designers är de som skapar dessa förutsättningar men även de som använder dem.
Design för lärande utgår från vuxna och styrdokument. Det är de vuxnas synsätt och tankar tillsammans med styrdokumenten som bestämmer vad som ska bli mjöligt att lära samt hur det ska gå till. I förskolan styr exempelvis dokument som, förskolans läroplan Lpfö 98/2016,  Barnkonventionen och Skollagen. Design i lärande innefattar vad barnen gör av de förutsättningar som lärandet erbjuder och skapar sin egen verklighet av den. Frågor som kan uppkomma när pedagogen utformar design för lärandet är: Hur har jag organiserat och förenat de sociala sammanhang i barnens lärande? Vad innebär detta för barnens lärande, engagemang nyfikenhet? Hur organiseras barngruppen utifrån de aktiviteter och resurser som erbjuder dem?
Sammanfattat kan design för lärande, beskrivas som de lärandetillfällen som vuxna skapar och som utgår från de vuxnas egna synsätt och styrdokument. Vad barnen sedan gör med det som designats för lärande blir design i lärandet där de formar sitt eget lärande dvs. det sker då en transformation i läroprocessen där kunskapen formas om.

## Begreppets avgränsning
Inom didaktiken läggs fokus på faktorer som påverkar undervisning och lärande, men kan även röra ledarskap och interaktionen mellan elever i klassrummet .  Läroplansteori rör processerna från att skriva läroplaner till hur dessa realiseras i klassrummet eller på förskolan. Ämnesdidaktiken är knuten till specifika kunskapsområden eller ämnen som undervisas inom hela skolväsendet. Centralt är även kommunikation genom tal och skrift eller multimodal kommunikation och hur förskolebarn och elever tar till sig ny kunskap utifrån intresse och nyfikenhet. Didaktisk design är en bredare inriktning inom didaktik som förutom design för och i lärande, som nämnts ovan, även rör vad som erkänns som kunskap och lärande inom olika former av social interaktion. Både skoltiden och fritiden blir intressant. En didaktisk design kan ses som en modell över processer rörande undervisning, lärande och bedömning . I denna modell blir förutom kommunikation och interaktion även dokumentation viktig. En inriktning inom didaktisk design kallas IT-didaktisk design, där man intresserar sig för hur undervisning kan designas med hjälp av digitala verktyg.

## Arbete med didaktisk design, två exempel
Ett beforskat exempel på IT-didaktisk design är projektet Appknapp - peka, lek & lär i förskolan  från 2011, där man tittat på hur lärmiljöerna i pekplattor kan stimulera förskolebarnens lek, lärande och sociala samspel. Projektets didaktiska design kan delas in i design för lärande och design i lärande. I designen för lärande ingår lärarnas tankar utifrån förskolans läroplan. Även innefattas lokaler och tillgängligt material, som kan ha betydelse för barnens lärande . Pekplattan är central. Forskarna tänker sig att lärande kan ske via pekplattans skärm, men även via kompisars kommentarer. I designen för lärande ingår alltså även kompisarnas tal, liksom gester, ljud, det som händer på skärmen det s.k. semiotik representation
Pekplattan är designad för lärande bland annat genom presentationen av färger, bilder, bokstäver, musik, layout och ljudeffekter. Barnen kan titta på pekplattans skärm från olika håll, peka på den samtidigt och kan med fördel användas både inomhus och utomhus. Även inkluderas förhållningsregler och normer på förskolan i designen för lärande.
Design i lärande fokuserar vid sättet den som lär skapar förutsättningar för lärande . Det handlar om den lärandes val i förhållande till erbjudanden att lära sig. Pekplattan är designad som en interaktiv lärmiljö, alltså bygger på ett samspel mellan barnet och det pekplattan. I apparna kan barnen svara på uppmaningar av olika slag. Barnen behöver inte passivt ta emot kunskap utan kan aktivt producera sin egen kunskap. Projektet visar barns tydliga syften med pekplattan så att de ser till att lära sig det de själva har intresse för . På så vis rör pekplattans uppbyggnad både design för och i lärande. Ett annat resultat i projektet visar hur förskolebarn utmanar förskollärarens eller appens didaktiska design. I spelappar växlar barnen mellan att agera spelare och den som lär sig. Ibland svarar även barn medvetet fel för att se vad som händer i appen. Studien betonar barnets idérikedom och uppfinningsförmåga då de använder appar på andra sätt än de är tänkta till och i detta experimenterande utnyttjar olika teckensystem, som i sin tur appen svarar upp mot i hög grad.  Här kan man säga sker en interaktiv design där barnens nya idéer och tankar samverkar med appens innehåll.
Ett annat exempel på IT-didaktisk design är Hvit Lindstrands avhandling , där det studerats hur ett till treåriga förskolebarn använder en interaktiv skrivtavla. Här ser man flera exempel på design i lärande. Avhandlingen visar att barnet växlar fokus mellan sociala teckensystem, det vill säga verbal och kroppslig kommunikation, och materiella teckensystem som färger, ljus och ljud. Barnet undersöker och prövar noggrant olika teckensystem med skrivtavlan, både individuellt och i grupp. Pedagogen kan titta på barnets kroppsliga kommunikation samt hur barnet berättar, ser, tolkar, skapar och förhandlar. Att i olika situationer se hur barnet kommunicerar och interagerar både med andra och med tekniken, kan vägleda pedagogen i vad barnet anser meningsfullt i sitt lärande.